# Thalasseus
Thalasseus, es un género de aves marinas Charadriiformes de la familia de los estérnidos, tiene 8 especies reconocidas científicamente. La característica principal de este género de aves, es que todas sus especies tienen crestas de plumas.

## Especies
De Congreso Ornitológico Internacional (en inglés):
- Thalasseus maximus
- Thalasseus bergii
- Thalasseus bengalensis
- Thalasseus albididorsalis
- Thalasseus bernsteini
- Thalasseus sandvicensis
- Thalasseus acuflavidus
- Thalasseus elegans